# حونفر

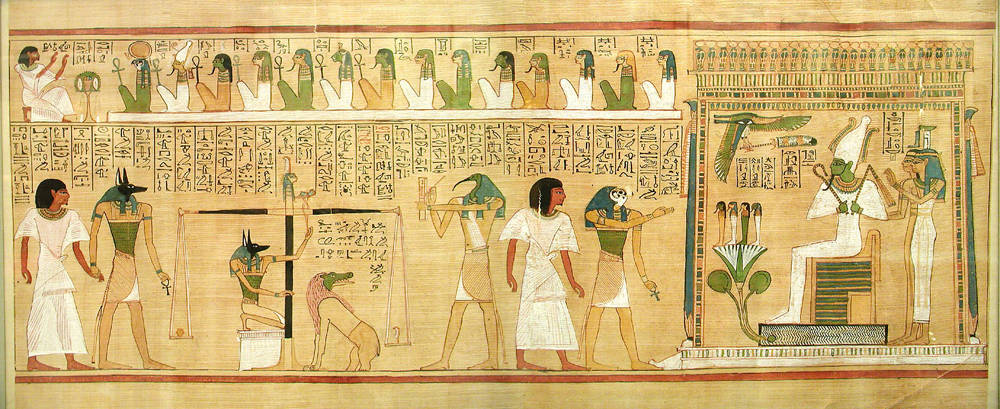
محكمة الموتى من كتاب الموتى (ملف بردي «حونيفر» من الأسرة التاسعة عشر)، بالمتحف البريطاني.

حونفر هو كاتب مصري من الأسرة التاسعة عشر (حوالي 1300 ق.م). كان حونفر هو صاحب بردية حونفر وهي نسخة من نصوص كتاب الموتى الجنائزية، والتي تمثل أحد الأمثلة الكلاسيكية لهذه النصوص، بالإضافة إلى نصوص أخرى مثل بردية آني.
كان حونفر كاتب القرابين الإلهية وراعي الماشية الملكية ووزيرا للملك سيتي الأول.

## شرح البردية
نجد هنا مشهدا شهيرا من كتاب الموتى الفصل 125، إذ نرى هنا روح الميت (حونفر) يقودها أنوبيس للحساب. نرى في الأعلى مجلس الآلهة. في الأسفل نرى قلب حونفر يوزن على اليسار في مقابل ريشة الحقيقة (ماعت) على اليمين.
على يمين المشهد نرى إله الكتابة تحوت يسجل نتائج الوزن بريشته على لوح. إن كان حونفر خيّرا فإنه سيقف بين يدي أوزوريس (الجالس على عرشه على يمين المشهد) والذي سيسمح له بدخول الجنة.
إذا كان القلب مليئا بالخطايا (إن كان حونفر قد فعل الكثير من الخطايا في حياته)، فإن قلبه سيهبط أكثر من ريشة الحقيقة. يمكننا رؤية أنوبيس آخر في منتصف المشهد يقوم بضبط الأوزان. نرى أيضا إلهة الحقيقة ماعت على قمة الميزان. من المفترض أن تساعد النصوص والتعاويذ في البردية على اجتياز المتوفي لهذا الاختبار.
إن كان حونفر شريرا، فإن وحشا غريبا يُسمى أمت (المخلوق الموجود تحت الميزان برأس تمساح وجسد فرس النهر) سيلتهمه.